# Iraota oeneus
Iraota oeneus är en fjärilsart som beskrevs av Hans Fruhstorfer. Iraota oeneus ingår i släktet Iraota och familjen juvelvingar. Inga underarter finns listade i Catalogue of Life.